# مزاج (روان‌شناسی)
مزاج (به انگلیسی: Temperament) در روان‌شناسی اصطلاحاً به حالات شخصیتی انسان به مانند درونگرایی و برونگرایی گفته می‌شود. از نظر تاریخی، مزاج در طب سنتی بخشی از خلط‌های چهارگانه تلقی می‌شده است. مزاج یا خُلق عبارت است از مجموعه تمایلات و ویژگی‌های ذاتی که اساس رفتار شخص را تعیین می‌کند. آلکساندر توماس و همکارانش در پژوهشی که به روی ۱۴۰ نوزاد انجام دادند متوجه شدند که آن‌ها به سه گروه دشوار مزاج، کند مزاج و آسان مزاج تقسیم می‌شوند. شواهدی وجود دارد که مزاج تا حدودی تحت تأثیر وراثت است، شواهد قوی دیگری نیز بر وجود تعامل میان ژن‌ها و محیط در ایجاد مزاج کودک اشاره دارد، به این شکل که تفاوت میان مزاج در دوقلوهایی که باهم بزرگ شده بودند، از تفاوت مزاج میان دوقلوهای دوتخمکی که در نوزادی جدا افتاده بودند کمتر بوده است.

## تعریف
مزاج به عنوان «مجموعه صفات ذاتی که سبک رفتاری منحصر به فرد کودک و نحوه تجربه و واکنش او به جهان را تعیین می‌کند» تعریف شده است.

## انواع مزاج
از نظر تاریخی، در قرن دوم پس از میلاد، جالینوس، چهار مزاج کلاسیک را توصیف کرد که مربوط به چهار مزاج یا مایعات بدن است.